# Polymorphus acutis
Polymorphus acutis är en hakmaskart som beskrevs av Van Cleave och Priscilla Hollister Starrett 1940. Polymorphus acutis ingår i släktet Polymorphus och familjen Polymorphidae. Inga underarter finns listade i Catalogue of Life.